# Schönmühle (Feuchtwangen)
Schönmühle ist ein Gemeindeteil der Stadt Feuchtwangen im Landkreis Ansbach (Mittelfranken, Bayern). Schönmühle liegt in der Gemarkung Krapfenau.

## Geografie
Die Einöde liegt am rechten Ufer des Schönbachs, eines linken Zuflusses der Sulzach. Südlich des Ortes erhebt sich der Schönberg. Eine Gemeindeverbindungsstraße führt nach Metzlesberg (0,6 km östlich) bzw. nach Sankt Ulrich (0,4 km nordwestlich).

## Geschichte
Am 23. April 1388 verkaufte der Dinkelsbühler Bürger Heinrich Stumpfheinz an Heinrich Herbert die Schönmuhle mit zugehörigem Weiher, Wiesen und Äckern für 1100 Pfund Heller.
Schönmühle lag im Fraischbezirk des ansbachischen Oberamtes Feuchtwangen. Die Mahl- und Schneidmühle hatte das Stiftsverwalteramt Feuchtwangen als Grundherrn. An diesen Verhältnissen änderte sich bis zum Ende des Alten Reiches nichts. Von 1797 bis 1808 unterstand der Ort dem Justiz- und Kammeramt Feuchtwangen. 
Mit dem Gemeindeedikt (frühes 19. Jahrhundert) wurde Schönmühle dem Steuerdistrikt Heilbronn und der Ruralgemeinde Krapfenau zugeordnet. Im Zuge der Gebietsreform in Bayern wurde Schönmühle am 1. Juli 1971 nach Feuchtwangen eingemeindet.

## Einwohnerentwicklung
| Jahr      | 001818 | 001840 | 001861 | 001871 | 001885 | 001900 | 001925 | 001950 | 001961 | 001970 | 001987 |
| Einwohner | 8      | 8      | 14     | 12     | 8      | 8      | 9      | 13     | 5      | 4      | 5      |
| Häuser    | 1      | 2      |        |        | 1      | 2      | 1      | 1      | 1      |        | 1      |
| Quelle    | [ 11 ] | [ 12 ] | [ 13 ] | [ 14 ] | [ 15 ] | [ 16 ] | [ 17 ] | [ 18 ] | [ 19 ] | [ 20 ] | [ 1 ]  |

## Religion
Der Ort ist seit der Reformation evangelisch-lutherisch geprägt und bis heute nach St. Johannis (Feuchtwangen) gepfarrt. Die Einwohner römisch-katholischer Konfession sind nach St. Ulrich und Afra (Feuchtwangen) gepfarrt.